# Feline panleukopenia
Virus panleukopenia feline (FPV), còn được gọi với nhiều cái tên khác nhau là viêm ruột truyền nhiễm ở mèo, viêm ruột Parvo ở mèo, bệnh sốt ho ở mèo, mất điều hòa, hoặc dịch hạch ở mèo là một tình trạng nhiễm virus ảnh hưởng đến mèo, bao gồm cả các loài mèo hoang và thuần hóa. Nguyên nhân là do virus Parvo ở mèo, họ hàng gần với cả hai loại Parvo ở chó, là một dạng bệnh Parvo loại 2 và bệnh viêm ruột chồn. Sau khi bắt đầu ký sinh, nó rất dễ lây và có thể gây tử vong cho vật chủ là mèo. Một tên bệnh khác là Giảm bạch cầu ở mèo xuất phát từ số lượng tế bào máu trắng thấp (bạch cầu) được cho thấy bởi các động vật bị nhiễm bệnh.

## Điều trị
Giảm bạch cầu ở mèo đòi hỏi phải điều trị tích cực để mèo có thể sống sót, vì bệnh này có thể giết mèo trong vòng chưa đến 24 giờ. Điều trị bao gồm truyền máu toàn phần để cải thiện tình trạng giảm toàn thể huyết cầu, truyền dịch tĩnh mạch vì hầu hết mèo bị mất nước, tiêm kháng sinh A, B và C, IV để ngăn ngừa nhiễm khuẩn huyết, tình trạng tiến triển ở hầu hết mèo bị giảm bạch cầu nếu không sử dụng kháng sinh và nhập viện. Một con mèo được chẩn đoán mắc FPV cần có biện pháp đầu tiên là cách ly, cô lập.